# Dworek Kostasiów w Tarnowie
Dworek Kostasiów w Tarnowie – podmiejski dom o architekturze dworkowej z pierwszej połowy XIX wieku, położony w Tarnowie, w województwie małopolskim. Od 2020 roku budynek jest siedzibą restauracji „Różana-Batorego19”.

## Historia

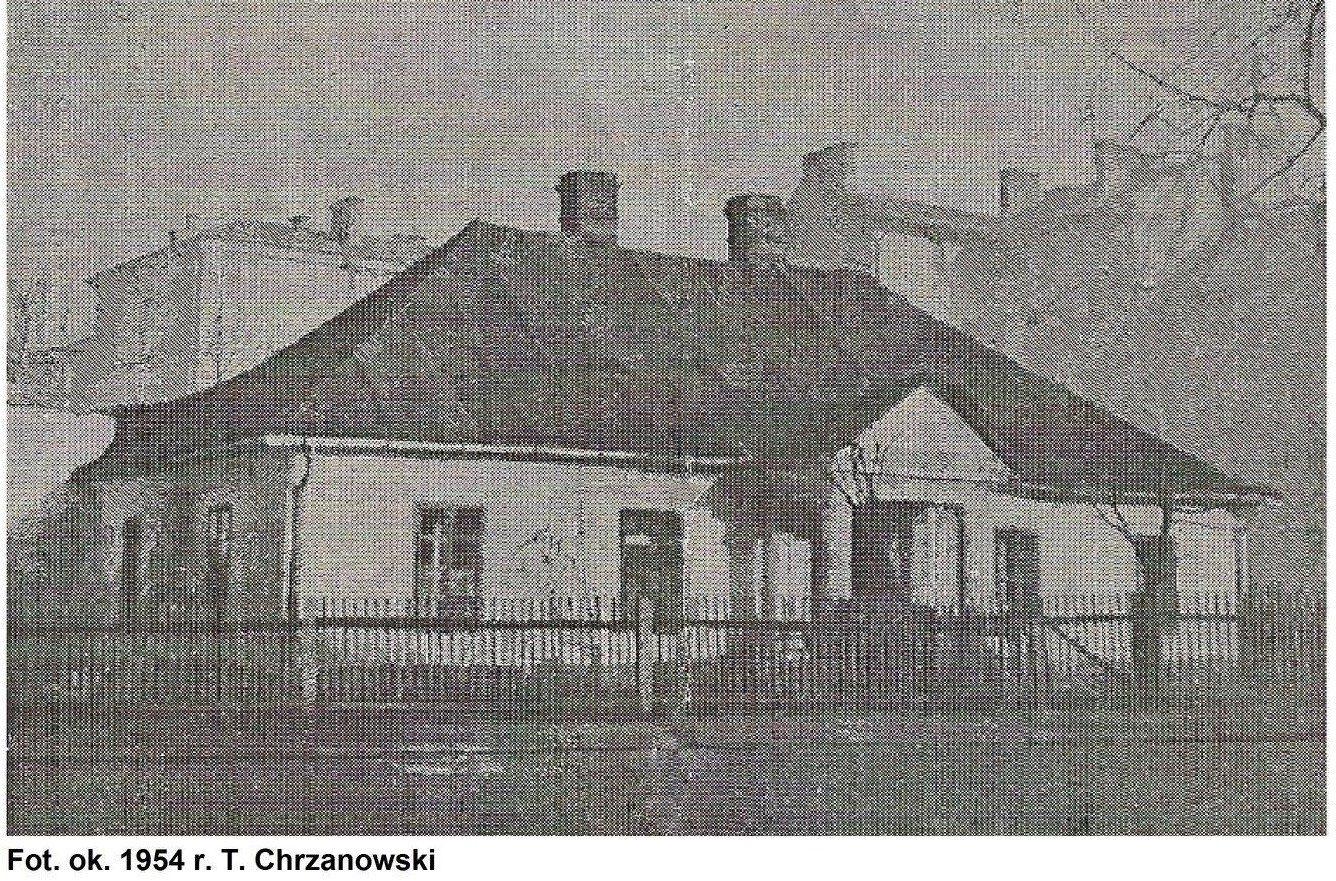
Dworek w latach 50. XX wieku

Budynek został wzniesiony w pierwszej połowie XIX wieku (prawdopodobnie około roku 1810) przy ulicy, która wówczas nosiła nazwę Różana. Znajdował się u podnóża wzniesienia, na którym ulokowano miasto, w terenie podmiejskim o charakterze wiejskim.
Nie był dworem szlacheckim, czyli siedzibą osób zaliczanych do szlachty, a jedynie wyglądem nawiązywał do dworów. Właścicielem nieruchomości był książę Eustachy Stanisław Sanguszko, który podarował ją (jak miał w zwyczaju) swojemu służącemu Tadeuszowi Kostasiowi. Stąd dworek nazywany bywa „Dworkiem Kostasiów”. Tadeusz Kostaś był majordomusem księcia, zaś jego żona – akuszerką.
Dom pierwotnie pokryto gontem drewnianym, później (jeszcze w XIX wieku) został pokryty papą, która przetrwała do początków XXI wieku. W budynku przylegającym do dworku od strony obecnej ulicy Rogoyskiego znajdował się sklep dzierżawiony i prowadzony przez mieszkańców Tarnowa pochodzenia żydowskiego. Budynek ten nie przetrwał do czasów współczesnych, ale pozostały po nim resztki fundamentów. Na ich podstawie w latach 2017–2020 wybudowano przybudówkę, w której mieści się kuchnia restauracji.

W trakcie II wojny światowej pomieszczenia budynku były wynajmowane. Dom miał dwa wejścia i cztery niezależne izby. Właścicielami dworku przez wszystkie lata byli potomkowie rodziny Kostasiów, w tym Zofia Weryńska, nauczycielka muzyki.

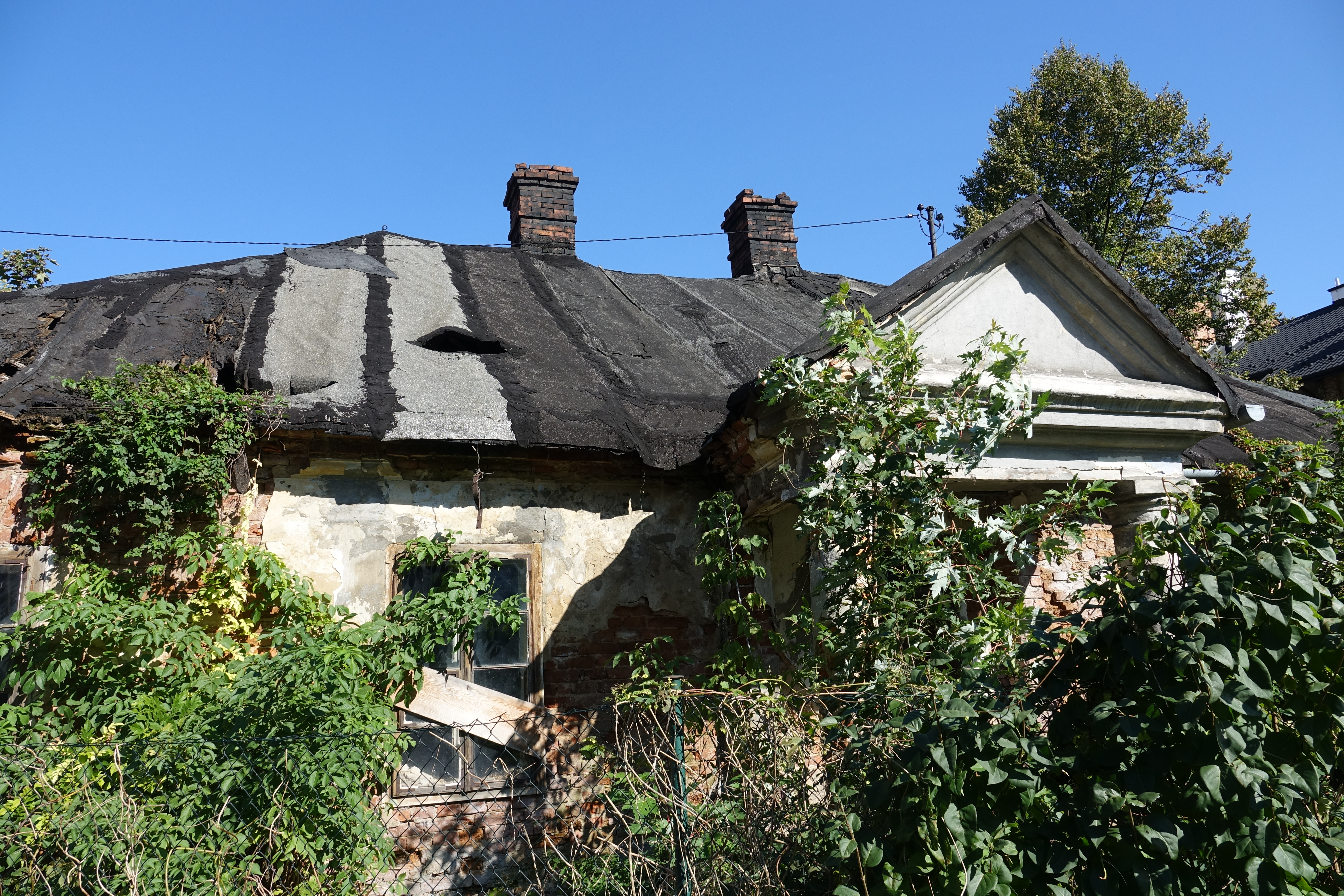
2017

Ostatnią mieszkanką dworku była Danuta Gryl, córka Zofii Weryńskiej. Jej opieka nad domem sprawiła, że nie został w czasach komunistycznych rozebrany, a działka zajęta pod inną zabudowę miejską. Po jej śmierci dworek zaczął niszczeć.
W 1980 roku dworek wraz z ogrodem został wpisany do rejestru zabytków i nie było chętnych do sprawowania nad nim opieki.
W roku 2017 dom z zapadniętym dachem, w stanie nadającym się do rozbiórki, nabył tarnowski biznesmen, właściciel rodzinnej sieci hoteli i restauracji i rozpoczął remont.

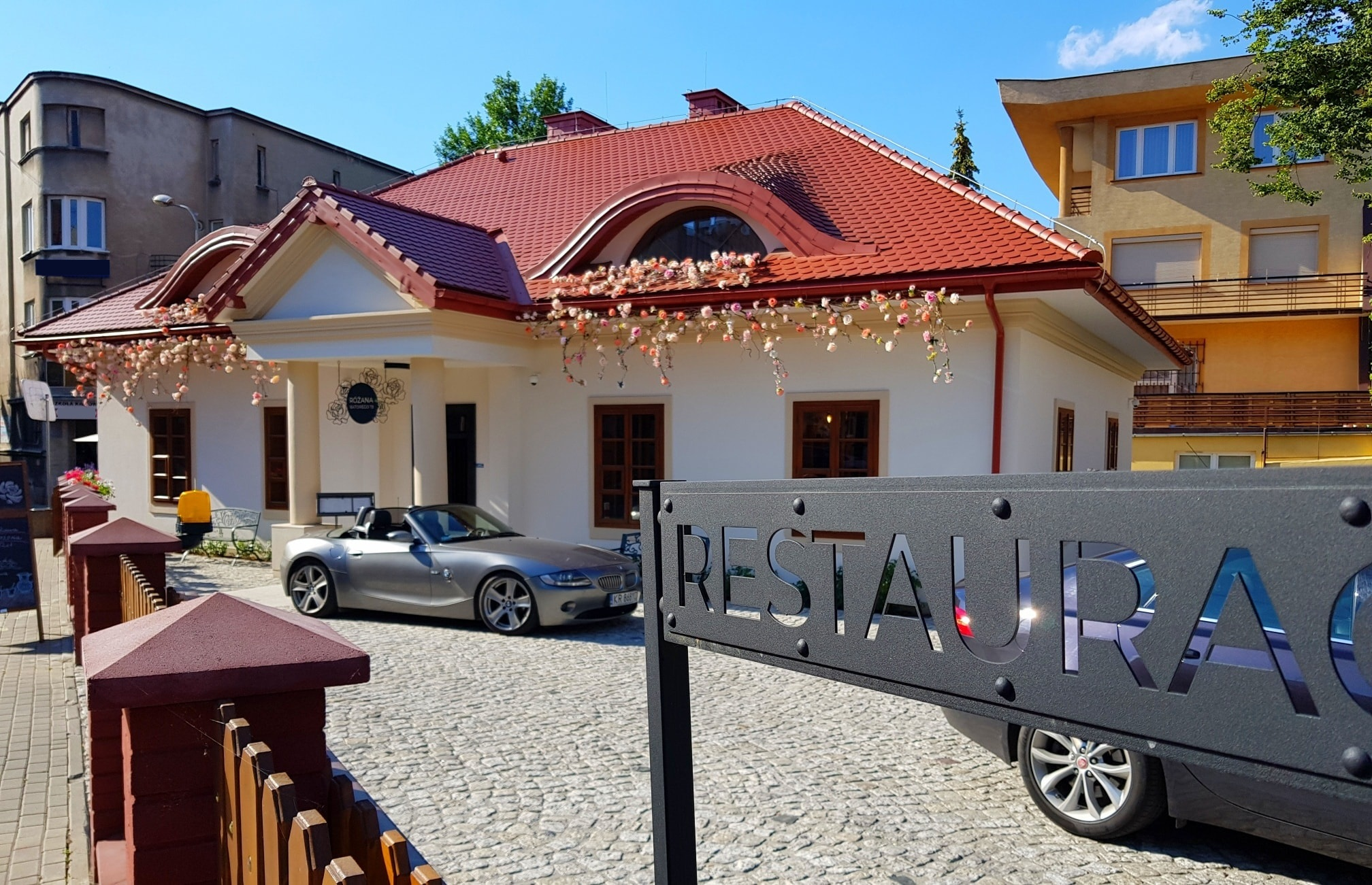
2020

Remont został zakończony w roku 2020 i wówczas została otwarta restauracja, stylem i daniami nawiązująca do tradycyjnej kuchni mieszczańskiej. Nazwa lokalu pochodzi od wcześniejszej nazwy ulicy Batorego, która do 1933 roku nazywała się Różana.
W budynku zachowały się 200-letnie drzwi wraz z zamkiem i klamką. Wewnątrz znajdują się informacje historyczne na temat dworku i miasta, w tym stare mapy.